# Plaza de toros de La Condomina
Plaza de toros de La Condomina är en tjurfäktningsarena i Murcia i sydöstra Spanien, 400 km sydost om Madrid.